# Fausto Cucchi Boasso
Fausto Cucchi Boasso (Milano, 14 agosto 1864 – Venezia, 3 agosto 1937) è stato un ambasciatore italiano.
Fu ambasciatore d'Italia in Bulgaria dal 1904 e al 1910 e dal 1912 ed al 1915, in Svizzera dal 1910 al 1912 e in Giappone dal 1915 al 1917.

## Biografia
Conseguì il diploma della scuola di scienze sociali di Firenze il 4 luglio 1885. Il 14 maggio 1886 venne ammesso al Ministero degli affari esteri come addetto onorario di legazione e destinato a Berlino. In seguito ad esame di concorso venne nominato volontario per gli impieghi di prima categoria nel Ministero Affari Esteri il 6 febbraio 1888 . Fu destinato a Bucarest il 9 aprile 1901 e successivamente a Santiago del Cile il 5 giugno 1902 .
Il 31 marzo 1904 venne trasferito a Sofia con patenti di agente e console generale e vi rimase fino al 1909 quando venne accreditato nella stessa sede come inviato straordinario e ministro plenipotenziario. Con la stessa funzione venne destinato a Berna il 6 febbraio 1910, tornando nuovamente a Sofia il 22 dicembre 1912. 
Venne promosso inviato straordinario e ministro plenipotenziario di 1ª classe il 2 febbraio 1913 e trasferito a Tokyo il 4 dicembre 1915.
Cessò dal servizio il 3 gennaio 1916 .